# Arbeitsgericht Halberstadt
Das Arbeitsgericht Halberstadt war ein deutsches Gericht der Arbeitsgerichtsbarkeit mit Sitz in Halberstadt.

## Geschichte
Gemäß Arbeitsgerichtsgesetz vom 23. Dezember 1926 wurden in Deutschland Arbeitsgerichte gebildet. Diese waren nur in der ersten Instanz organisatorisch selbstständige Gerichte, die Landesarbeitsgerichte waren den Landgerichten zugeordnet. Am Landgericht Halberstadt entstand so 1927 das Landesarbeitsgericht Halberstadt als eines von vier Landesarbeitsgerichten im Bezirk des Oberlandesgerichtes Naumburg. In Halberstadt entstand das Arbeitsgericht Halberstadt. Sein Sprengel umfasste den Bezirke der Amtsgerichte Halberstadt, Osterwieck und Wernigerode. Es bestand jeweils eine Kammer für Arbeiter, für Angestellte und für Handwerk.
Nach der Besetzung Deutschlands durch die Alliierten wurden 1945 zunächst alle Gerichte geschlossen. Die ordentlichen Gerichte wurden schon bald wieder eröffnet, während die Arbeitsgerichte zunächst außer in Hamburg nicht wieder eingerichtet wurden, so dass arbeitsgerichtliche Streitigkeiten von den ordentlichen Gerichten erledigt werden mussten. Gemäß Kontrollratsgesetz 21 sollten in Deutschland Arbeitsgerichte aufgebaut werden. In Halberstadt wurde das Arbeitsgericht neu gebildet. In der DDR bestanden 1952 bis 1963 Arbeitsgerichte auf Kreis- und Bezirksebene. Nachdem diese 1963 in die Kreis- und Bezirksgerichte integriert worden waren, gab es keine gesonderten Arbeitsgerichte mehr.
Nach dem Zusammenbruch der DDR wurden in Sachsen-Anhalt mit dem Gesetz über die Gerichte für Arbeitssachen vom 23. August 1991 wieder Arbeitsgerichte gebildet, darunter das Arbeitsgericht Halberstadt.
Mit dem Gesetz zur Neuordnung der Gerichtsstrukturen vom 14. Februar 2008 wurde das Arbeitsgericht Halberstadt aufgehoben und sein Sprengel dem des Arbeitsgerichts Magdeburg zugeordnet. Danach hielt das Arbeitsgericht Magdeburg Gerichtstage in Halberstadt.